# Roche Musique
Roche Musique est un label discographique indépendant français de musique électronique, basé à Paris. Il est fondé en 2012 par le DJ et producteur Jean Janin.

## Histoire
En 2007, Jean Janin (alias Cezaire) rencontre Kartell à Tours, ville dont ils sont tous deux originaires. Kartell devient le premier artiste à être signé chez le label avec l’EP Riviera.  
En 2012 sort Lying Together, un morceau néo-house du multi-instrumentiste tourangeau FKJ, managé par son ami Cezaire. Ce titre révèlera l’artiste au grand public avant la sortie, l’année suivante, de son deuxième EP Time for a Change. En 2014, Cezaire fait la connaissance de Dabeull à Paris, artiste bercé par des influences funk, zouk et disco. C’est également l'année où sort Romance, EP classique du producteur bordelais électro-soul Darius. Quant au producteur franco-californien Zimmer, signé depuis 2015, il prépare cette même année la sortie de l'EP Coming of Age, qui sera suivi un an plus tard de Ceremony.
En 2016, Crayon, producteur et dessinateur, rejoint l'écurie, et sort un EP de 4 titres en collaboration avec Duñe, qui est un artiste du label. Dans une interview donnée aux Inrocks, son créateur explique : « On a tous une base : la funk, la house, la soul, le jazz, le hip-hop également, mais le dénominateur commun de tout cela, c’est le groove ».
L'année 2017 est marquée par la sortie du premier album éponyme du franco-néo-zélandais FKJ qui est certifié disque d'or à l'international mais aussi disque de platine avec le single Better Give U Up. C’est aussi l’année de sortie d’Utopia, premier album de Darius. 2018 voit de nouveaux artistes signés chez Roche Musique : Katu; Madijuwon, qui sort le clip de son titre Precious Things dans le cadre du projet The Creator Source lancé par Adidas Originals  ; Rivage, projet pop de Kartell en duo avec Alex Gonzalez (guitariste du groupe Superjava) ; et Maydien, chanteur néerlandais de RnB et soul.
Le label fait également partie du classement 2018 des 10 meilleurs labels français du média Jack, ce dernier étant affilié à la chaîne de télévision française, Canal+. Par ailleurs, cette année est aussi caractérisée par trois initiatives : le lancement d'une ligne éponyme de prêt-à-porter, le développement en parallèle d'un sous-label nommé Mineral Records, ainsi que celui de sa radio, Source Radio.
En 2023 sort la compilation House of Groove, composé par les artistes du label dont The Nightbirds (FKJ, Darius, Crayon et Wayne Snow) Cezaire, Kartell et Flaurese, Zimmer et Didi Han, Katu, ...

## Discographie
| Année | Artiste | Titre                       | Type        | Numéro    |
| ----- | --- | --------------------------- | ----------- | --------- |
| 2012  | Kartell | Riviera                     | EP          | RM001     |
| 2012  | Hot Steppa | Voice Reflections           | EP          | RM002     |
| 2012  | Xtrafunk | Last Summer Sun             | EP          | RM003     |
| 2013  | TV fFrom 86 | Losing You                  | EP          | RM004     |
| 2013  | FKJ | Time For A Change           | EP          | RM005     |
| 2013  | Cherokee | Don't Matter                | EP          | RM006     |
| 2014  | Kartell | Sapphire                    | EP          | RM007     |
| 2014  | Darius | Romance                     | EP          | RM009     |
| 2014  | Zimmer | Sensify me                  | EP          | RM010     |
| 2014  | FKJ | Take Off                    | EP          | RM011     |
| 2014  | Dabeull | Fonk Delight                | EP          | RM012     |
| 2014  | Nuage | She Said                    | EP          | RM013     |
| 2014  | Jordan Lee | Therapy                     | EP          | RM014     |
| 2015  | Cherokee | Teenage Fantasy             | EP          | RM015     |
| 2015  | Chloe Martini | Private Joy                 | EP          | RM016     |
| 2015  | June Marieezy | Fly The Remixes             | EP          | RM017     |
| 2015  | Darius | Helios                      | EP          | RM018     |
| 2015  | Kartell | Tender Games                | EP          | RM019     |
| 2015  | Darius, FKJ, Crayon, Jordan Lee, Dabeull, Cezaire, Kartell, Zimmer, Plage 84, Vanilla, Cool Cake | .Wave                       | Compilation | RM021     |
| 2015  | Plage 84 | Not Too Fast                | EP          | RM022     |
| 2015  | Zimmer | Escape (remixes)            | EP          | RM024     |
| 2015  | Wantigga | Pillow Talk                 | EP          | RM027     |
| 2016  | Saje | Freefallin' Dreams          | EP          | RM026     |
| 2016  | Dune, Crayon | Dune x Crayon               | EP          | RM028     |
| 2016  | Cezaire | Seize The Day               | EP          | RM029     |
| 2016  | Karma Kid | Like I'm On Fire            | EP          | RM008     |
| 2016  | Crayon | Flee                        | EP          | RM030     |
| 2016  | Cherokee | How I Feel (feat GOTO)      | Single      | RM031     |
| 2016  | Wantigga | Pillow Talk Remixes         | EP          | RM032     |
| 2016  | Dune | Leos                        | EP          | RM033     |
| 2016  | Oshan | Most At Home                | EP          | RM034     |
| 2016  | Kartell | Last Glow                   | EP          | RM035     |
| 2016  | Zimmer | Ceremony                    | EP          | RM036     |
| 2017  | Crayon, Gracy Hopkins | Ocean 7 , Pt.2              | Single      | RM037     |
| 2017  | FKJ | Better Give U Up            | Single      | RM025     |
| 2017  | FKJ | French Kiwi Juice           | Album       | RM038     |
| 2017  | Tommy Jacob | Project 001                 | EP          | RM039     |
| 2017  | Telepopmusik | Breathe (Remixes)           | EP          | RM040     |
| 2017  | Zimmer | Ceremony (Remixes)          | EP          | RM041     |
| 2017  | The NightBirds | 1st Session                 | EP          | RM042     |
| 2017  | Maydien | Tea and Loveseats           | EP          | RM043     |
| 2017  | Darius | Utopia                      | Album       | RM044     |
| 2017  | Dabeull | Indastudio                  | Album       | RM046     |
| 2018  | Crayon | Post Blue                   | EP          | RM045     |
| 2018  | FKJ, Dabeull, Crayon, Kartell, Cezaire, Katuchat, Dune, Twenty9, Darius, Maydien, Zimmer, Plage84, Wantigga, Glasses, Tommy Jacob, Pyramid                                                            | .Wave, Vol.2                | Compilation | RM047     |
| 2018  | Wantigga | Suddenly Everything         | EP          | RM048     |
| 2018  | Katuchat | Anaesthesia                 | EP          | RM049     |
| 2018  | Plage 84 | WAS IT REAL ?               | Album       | RM050     |
| 2018  | Dune, Crayon | After The Tone (Remix)      | Single      | RM051     |
| 2018  | Zimmer | Landing                     | Single      | RM052     |
| 2018  | Rivage | La Plage (feat Ferno)       | Single      | RM053     |
| 2018  | Zimmer, Panama | Wildflowers                 | Single      | RM054     |
| 2018  | Madijuwon | Precious Things             | Single      | RM070     |
| 2019  | Mithchell Yard | Mary Jane (Remix)           | EP          | RM055     |
| 2019  | Dabeull | Do It                       | Single      | RM056     |
| 2019  | FKJ | Leave My Home               | Single      | RM058     |
| 2019  | Katuchat | Rarities                    | EP          | RM059     |
| 2019  | Maydien | MAYTRIX                     | EP          | RM060     |
| 2019  | Dabeull | Intimate Fonk               | EP          | RM063     |
| 2019  | Rivage | Long Courrier               | EP          | RM064     |
| 2019  | Farr | Paranoid                    | Single      | RM067     |
| 2019  | Farr | Technicolour                | Single      | RM067     |
| 2019  | FKJ | Ylang Ylang                 | EP          | RM066     |
| 2019  | Cezaire | Attraction                  | EP          | RM068     |
| 2020  | Farr | Heal Me                     | Single      | RM067     |
| 2020  | Farr | Weightless                  | Album       | RM067     |
| 2020  | Zimmer | ZIMMER                      | Album       | RM065     |
| 2020  | Dune x Crayon | Hundred Fifty Roses         | Album       | RM069     |
| 2020  | Madijuwon | Stripes                     | Single      | RM070     |
| 2020  | Darius x Wayne Snow | EQUILIBRIUM                 | Single      | RM071     |
| 2020  | Darius x Wayne Snow | Apology                     | Single      | RM071     |
| 2020  | Zimmer | Meteor                      | Single      | RM072     |
| 2020  | Zimmer | Zimmer (Remixes)            | EP          | RM075     |
| 2021  | Kartell | Daybreak                    | EP          | RM073     |
| 2021  | Katuchat | Still Life                  | Album       | RM074     |
| 2021  | Wayne Snow | Figurine                    | Album       | RM077     |
| 2021  | Didi Han | Wake Up                     | EP          | RM078     |
| 2021  | Lablue, Astronne | Blue Phases                 | Album       | RM076     |
| 2022  | Darius | Oasis                       | Album       | RM079     |
| 2022  | Darius | Oasis (Epilogue)            | EP          | RM079 bis |
| 2022  | Kartell | Daybreak (Remixes)          | EP          | RM080     |
| 2022  | FKJ | V I N C E N T               | Album       | RM081     |
| 2022  | Zimmer | Amour                       | Album       | RM082     |
| 2023  | Enchantée Julia x Astronne | J'apaise                    | Single      | RM083     |
| 2023  | Kartell, Flaurese, Tentendo, Taj Ralph, FKJ, Darius Wayne Snow, Crayon, Enchantée Julia, Lossapardo, Katuchat, Barney Bones, Cezaire, Numéro 13, Wantigga, Maydien, Zimmer, Didi Han, LaBlue, Deville | House Of Groove             | Compilation | RM084     |
| 2023  | LaBlue | LaBlue raconte Stael        | EP          | RM084 bis |
| 2024  | Dabeull | Analog Love                 | Album       | RM085     |
| 2024  | Lossapardo | If I Were To Paint It       | Album       | RM086     |
| 2024  | Kartell | Everything Is Here          | Album       | RM087     |
| 2024  | Cezaire | Back In The City            | EP          | RM088     |
| 2024  | FKJ | 22_23 Live Sessions         | Album       | RM089     |
| 2024  | Enchantée Julia | ONZE                        | Album       | RM090     |
| 2025  | Selman Faris | Sehir Uzakta                | Album       | RM091     |
| 2025  | Kartell | Everything Is Here (Deluxe) | Album       | RM093     |